# Абдрахманово (Стерлитамакский район)
Абдрахма́ново (баш. Абдрахман) — деревня в Стерлитамакском районе Республики Башкортостан Российской Федерации. Входит в состав Первомайского сельсовета.

## География

### Географическое положение
Расстояние до:
- районного центра (Стерлитамак): 47 км,
- центра сельсовета (Первомайское): 4 км,
- ближайшей ж/д станции (Стерлитамак): 55 км.

## Население
| 2002 | 2009 | 2010 |
| ---- | ---- | ---- |
| 276  | ↗303 | ↘260 |

Национальный состав
Согласно переписи 2002 года, преобладающая национальность — башкиры (50 %).